# Vista del Alcázar Real y entorno del Puente de Segovia
Vista del Alcázar Real y entorno del Puente de Segovia es una obra anónima pintada probablemente en 1670 y que se conserva en el Museo Soumaya de la Ciudad de México.

## Descripción
Esta obra muestra una vista del Real Alcázar de Madrid y otros elementos como el Puente de Segovia, la Calle Nueva, la Cuesta de la Vega y el casco viejo de la ciudad, así como los terrenos que flanqueaban el río Manzanares. A la izquierda se aprecia una escena de lidia de toros, observada por muchas personas, incluso algunas sobre el mismo puente. Otros jinetes se muestran a la derecha y sobre el Manzanares. Al fondo se aprecia un acueducto y los restos de la muralla musulmana de la capital española y, más arriba, el Real Alcázar con su nueva fachada, obra de Juan Gómez de Mora, que perduró hasta el incendio del palacio en 1734. Los trazos de la ciudad muestran algunos remates con chapiteles piramidales, propios de la arquitectura herreriana.